# 出島茂幸
出島 茂幸（でじま しげゆき、1982年5月13日 - ）は、北海道釧路市出身の元スピードスケート選手である。

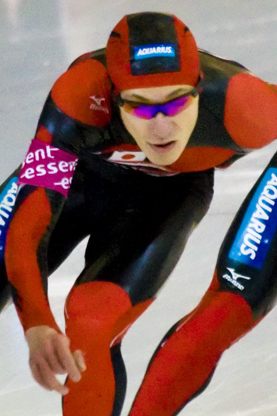
2009年

## 来歴
釧路市立鳥取西中学校-北海道釧路商業高等学校-専修大学-株式会社開発計画研究所-十六銀行。
2010年バンクーバーオリンピック代表に選ばれ、男子5000m27位、男子パシュート8位となった。